# 平口褶囊海鯰
平口褶囊海鯰為輻鰭魚綱鯰形目海鯰科的其中一種，分布於亞洲印度、巴基斯坦、斯里蘭卡、孟加拉、緬甸海域，體長可達31公分，棲息在沿海、河口區，屬肉食性，以無脊椎動物為食，可做為食用魚。

## 擴展閱讀
維基物種上的相關：平口褶囊海鯰